# Liste der Biografien/Osu
Liste der Biografien |
Portal Biografien |
Personensuche
# |
A |
B |
C |
D |
E |
F |
G |
H |
I |
J |
K |
L |
M |
N |
O |
P |
Q |
R |
S |
T |
U |
V |
W |
X |
Y |
Z |
?
 
Oa |
Ob |
Oc |
Od |
Oe |
Of |
Og |
Oh |
Oi |
Oj |
Ok |
Ol |
Om |
On |
Oo |
Op |
Oq |
Or |
Os |
Ot |
Ou |
Ov |
Ow |
Ox |
Oy |
Oz
 
Osa |
Osb |
Osc |
Osd |
Ose |
Osg |
Osh |
Osi |
Osk |
Osl |
Osm |
Osn |
Oso |
Osp |
Osr |
Oss |
Ost |
Osu |
Osv |
Osw |
Osy |
Osz
Die Liste der Biografien führt alle Personen auf, die in der deutschsprachigen Wikipedia einen Artikel haben. Dieses ist eine Teilliste mit 84 Einträgen von Personen, deren Namen mit den Buchstaben „Osu“ beginnt.

## Osu
- Osu Sukam, Ministerpräsident von Sabah, Malaysia

### Osuc
- Osuch, Bruno (* 1952), deutscher Lehrer und Präsident des Humanistischen Verbandes Berlin-Brandenburg

### Osug
- Ōsuga, Otsuji (1881–1920), japanischer Haiku-Poet
- Ōsuga, Sayuri (* 1980), japanische Eisschnellläuferin und Radsprinterin
- Ōsugi, Masato (* 1983), japanischer Fußballspieler
- Ōsugi, Sakae (1885–1923), japanischer Anarcho-Syndikalist der Taishō-Zeit
- Ōsugi, Satoshi (* 1996), japanischer Fußballspieler

### Osui
- Osuigwe, Victoria (* 2006), US-amerikanische Tennisspielerin
- Osuigwe, Whitney (* 2002), US-amerikanische TennisspielerinWhitney Osuigwe (* 2002)

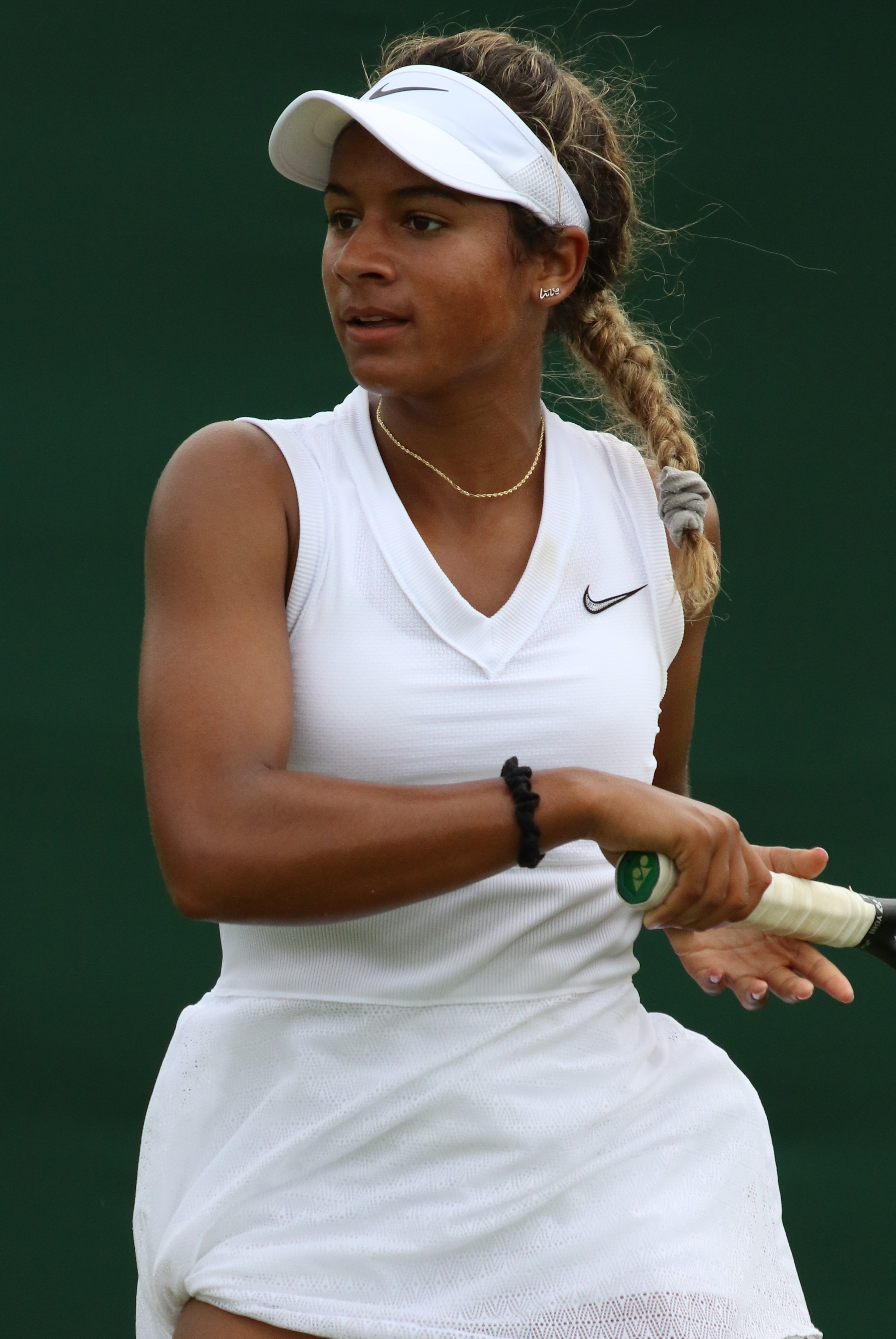
Whitney Osuigwe (* 2002)

### Osul
- Osula, William (* 2003), dänischer Fußballspieler
- Osulf II. von Northumbria († 1067), Earl of Northumbria
- Osulf von Bamburgh, High-Reeve von York
- O’Sullivan, Aisling (* 1968), irische Schauspielerin
- O’Sullivan, Anthony (1855–1920), US-amerikanischer Schauspieler der Stummfilmzeit
- O’Sullivan, Camille (* 1974), irische Sängerin, Schauspielerin, Malerin und Architektin
- O’Sullivan, Chris (* 1974), US-amerikanischer Eishockeyspieler und -scout
- O’Sullivan, Christian (* 1991), norwegischer Handballspieler
- O’Sullivan, Christopher (* 1982), irischer Politiker (Fianna Fáil)
- O’Sullivan, Christy (* 1948), irischer Politiker (Fianna Fáil)
- O’Sullivan, Conor, Maskenbildner und Spezialeffektkünstler
- O’Sullivan, Daniel (* 1971), deutscher Richter
- O’Sullivan, Daniel (* 1980), britischer Musiker
- O’Sullivan, David (* 1953), irischer Ökonom und EU-Beamter
- O’Sullivan, Denis J. (1918–1987), irischer Politiker (Fine Gael)
- O’Sullivan, Denise (* 1994), irische Fußballspielerin
- O’Sullivan, Donal (* 1965), deutsch-irischer Historiker und Journalist
- O’Sullivan, Donnie (* 1984), irischer Moderator, Fernsehautor, Musikproduzent, Podcaster, Redakteur, Grafikdesigner und Werbetexter
- O’Sullivan, Emer (* 1957), irische Literaturwissenschaftlerin und Kinder- und Jugendbuchautorin
- O’Sullivan, Eugene Daniel (1883–1968), US-amerikanischer Politiker
- O’Sullivan, Fiona (* 1986), irische Fußballspielerin
- O’Sullivan, Gearóid (1891–1948), irischer Politiker (Cumann na nGaedheal und Sinn Féin)
- O’Sullivan, Gerry (1936–1994), irischer Politiker (Irish Labour Party)
- O’Sullivan, Gilbert (* 1946), irischer Songschreiber und SängerGilbert O’Sullivan (* 1946)
- O’Sullivan, Gillian (* 1976), irische Geherin

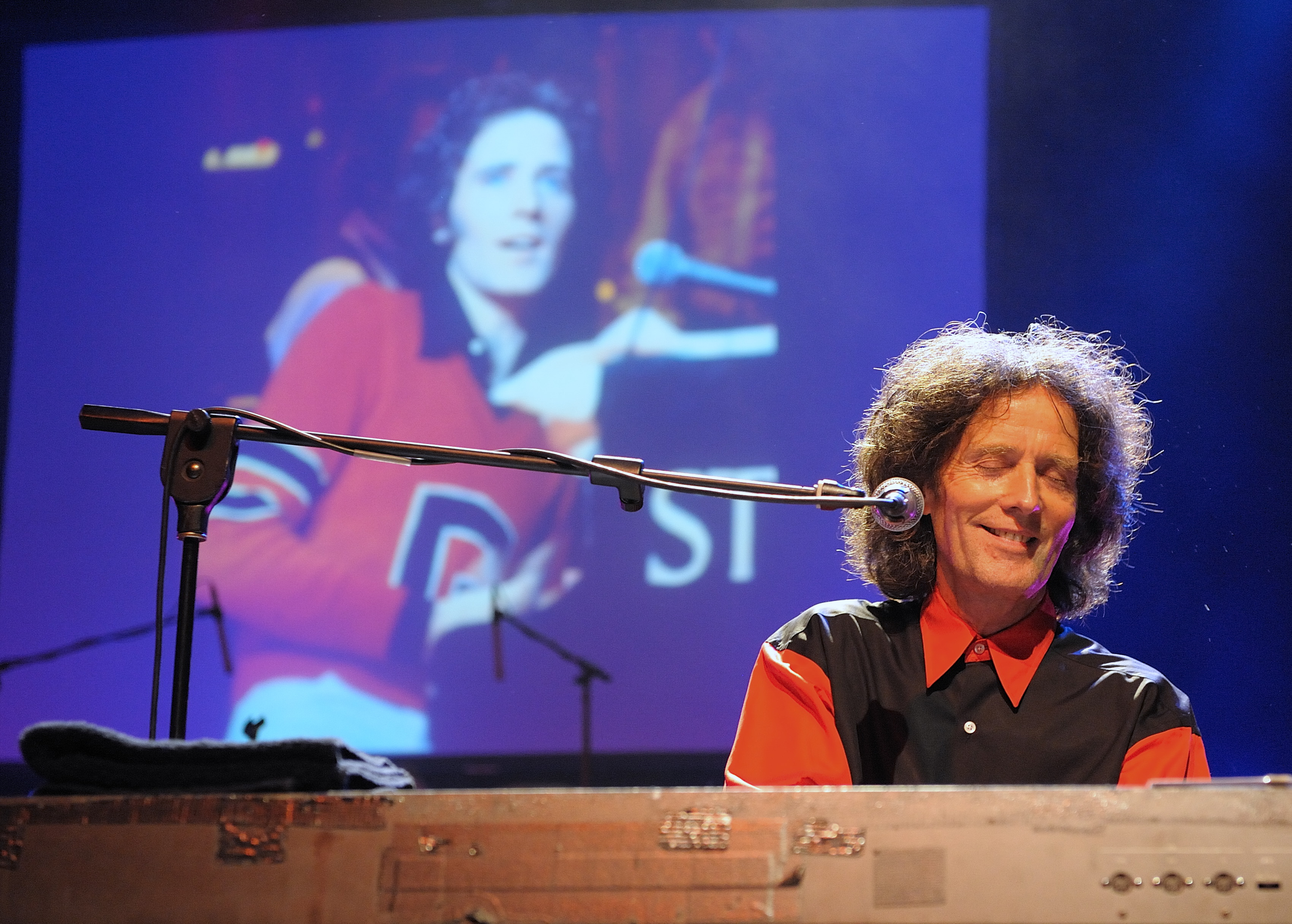
Gilbert O’Sullivan (* 1946)

- O’Sullivan, Grace (* 1962), irische Umweltaktivistin und Politikerin (Green Party)
- O’Sullivan, Jan (* 1950), irische Politikerin (Irish Labour Party)
- O’Sullivan, Jean Louise, US-amerikanische Schauspielerin, Filmproduzentin und Synchronsprecherin
- O’Sullivan, John, australischer Elektrotechniker
- O’Sullivan, John (1881–1948), irischer Politiker (Cumann na nGaedheal und Fine Gael), Historiker und Hochschullehrer
- O’Sullivan, John (1901–1990), irischer Politiker (Fine Gael)
- O’Sullivan, John (1933–2023), australischer Radrennfahrer
- O’Sullivan, John L. (1813–1895), US-amerikanischer Journalist
- O’Sullivan, Joseph (1944–2022), US-amerikanischer Tätowierer
- O’Sullivan, Joseph Anthony (1886–1972), kanadischer römisch-katholischer Geistlicher
- O’Sullivan, Kelly, US-amerikanische Theater- und Filmschauspielerin, Drehbuchautorin und Filmregisseurin
- O’Sullivan, Marcus (* 1961), irischer Mittelstreckenläufer
- O’Sullivan, Martin (1891–1956), irischer Politiker und Gewerkschafter
- O’Sullivan, Mary (* 1968), irische Wirtschaftshistorikerin
- O’Sullivan, Maureen (1911–1998), irisch-US-amerikanische SchauspielerinMaureen O’Sullivan (1911–1998)

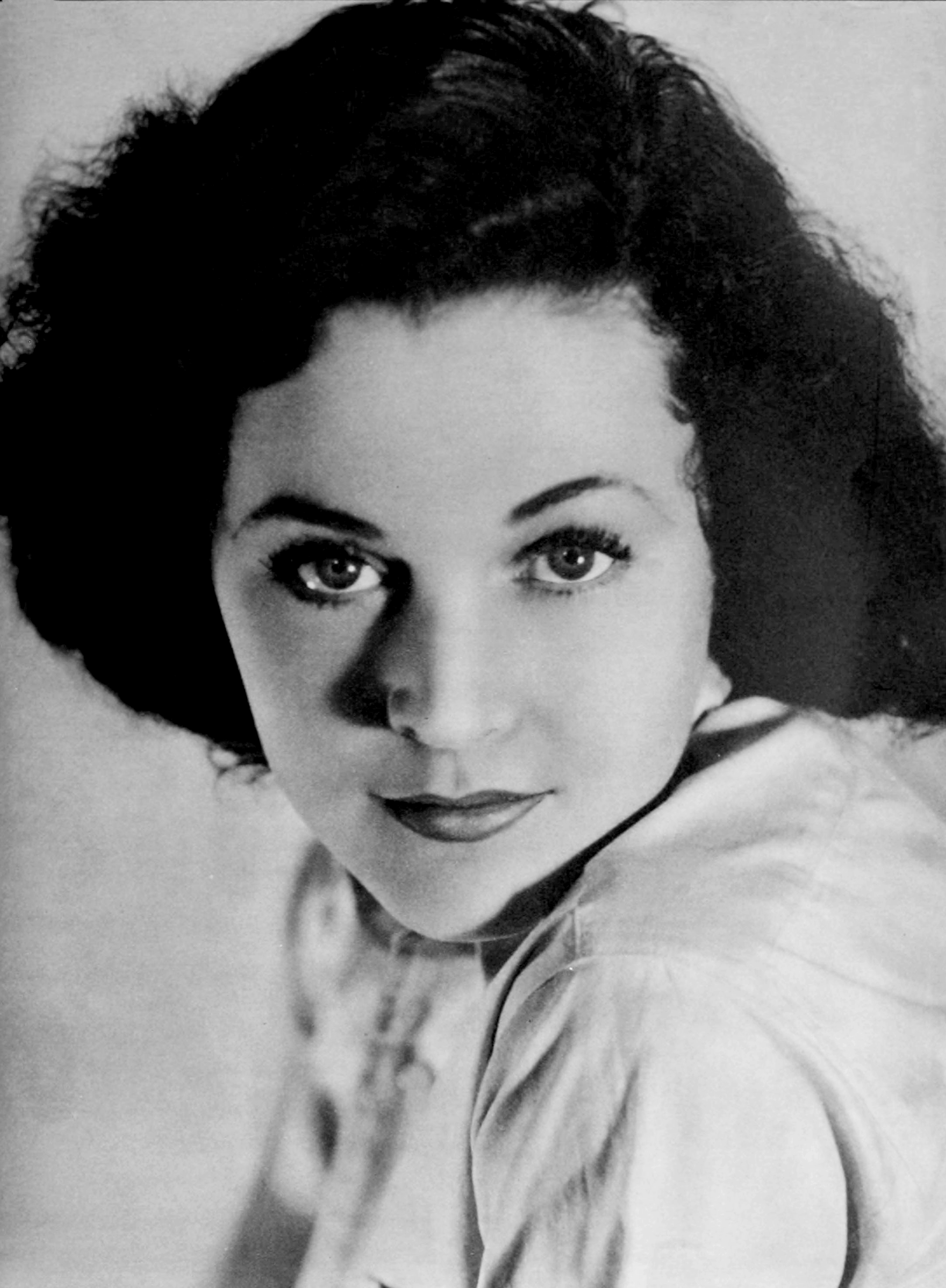
Maureen O’Sullivan (1911–1998)

- O’Sullivan, Maureen (* 1951), irische Politikerin
- O’Sullivan, Maurice (1904–1950), irischer Schriftsteller
- O’Sullivan, Meghan (* 1969), US-amerikanische Politikberaterin und Politikwissenschaftlerin
- O’Sullivan, Moya (1926–2018), australische Schauspielerin
- O’Sullivan, Ned, irischer Politiker (Fianna Fáil)
- O’Sullivan, Niamh (* 1994), irische Opern- und Konzertsängerin in der Stimmlage Mezzosopran
- O’Sullivan, Pádraig (* 1984), irischer Politiker (Fianna Fáil)
- O’Sullivan, Patrick (* 1985), US-amerikanischer Eishockeyspieler
- O’Sullivan, Patrick B. (1887–1978), US-amerikanischer Politiker
- O’Sullivan, Rachel Kealaonapua (* 1950), US-amerikanische Turmspringerin
- O’Sullivan, Rhian (* 1981), walisische Dartspielerin
- O’Sullivan, Richard (* 1944), britischer Schauspieler irischer Abstammung
- O’Sullivan, Ronnie (* 1975), englischer SnookerspielerRonnie O’Sullivan (* 1975)

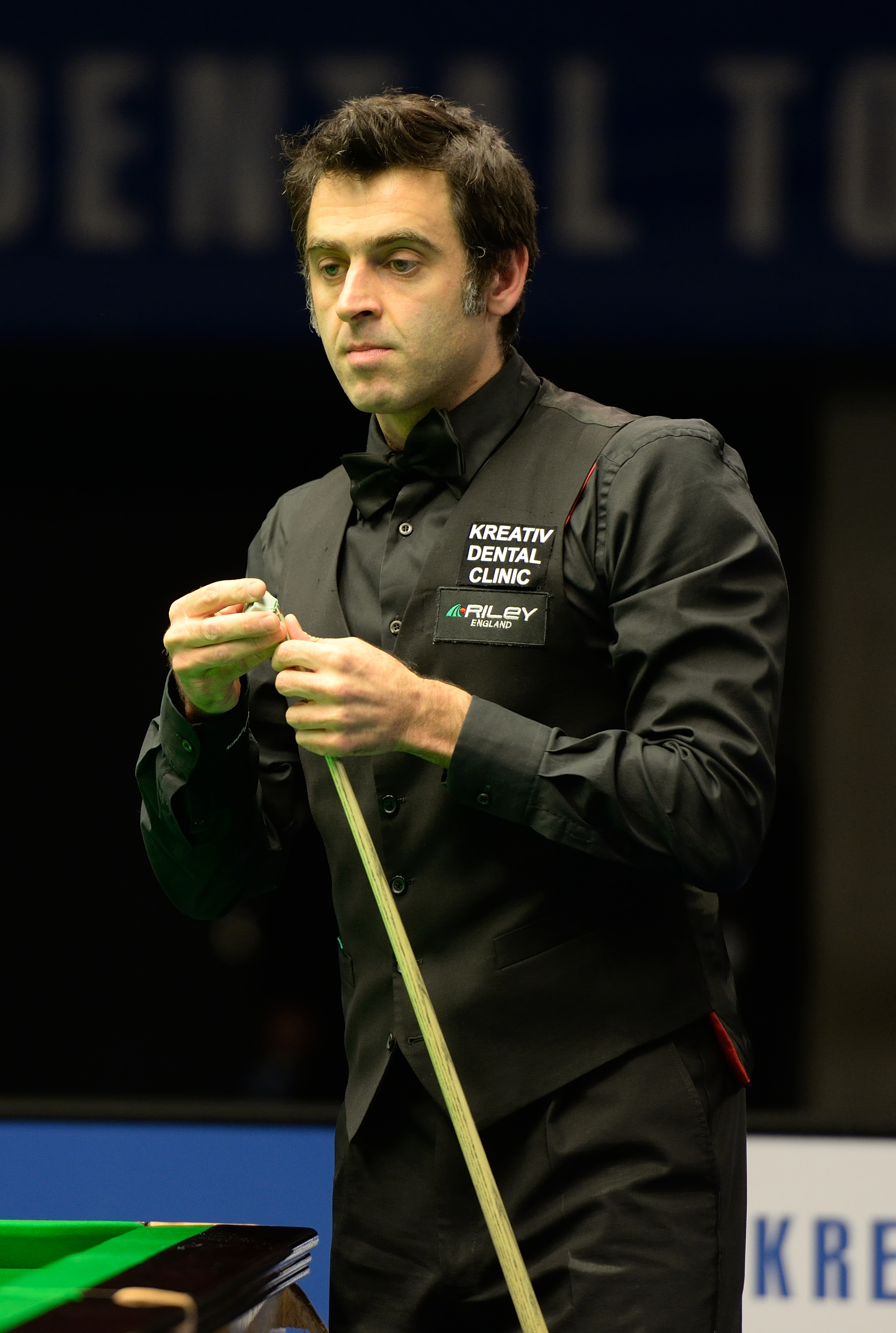
Ronnie O’Sullivan (* 1975)

- O’Sullivan, Sean (* 1994), englischer Snookerspieler
- O’Sullivan, Shawn (* 1962), kanadischer Boxer
- O’Sullivan, Sonia (* 1969), irische Langstreckenläuferin
- O’Sullivan, Sophie (* 2001), irische Leichtathletin
- O’Sullivan, Tadhg (1927–1999), irischer Diplomat
- O’Sullivan, Timothy H. († 1882), US-amerikanischer Fotograf
- O’Sullivan, Toddy (1934–2021), irischer Politiker (Irish Labour Party)
- O’Sullivan, Wayne (* 1974), irischer Fußballspieler und -trainer
- O’Sullivan, Zak (* 2005), britischer Automobilrennfahrer

### Osum
- Osumek, Marcin (* 1994), polnischer American-Football-Spieler
- Ōsumi, Ken’ichirō (1904–1998), japanischer Jurist
- Ōsumi, Mineo (1876–1941), japanischer Admiral und Politiker
- Ōsumi, Toshihira (1932–2009), japanischer Schwertschmied und lebender Nationalschatz
- Ōsumi, Yoshinori (* 1945), japanischer ZellbiologeYoshinori Ōsumi (* 1945)

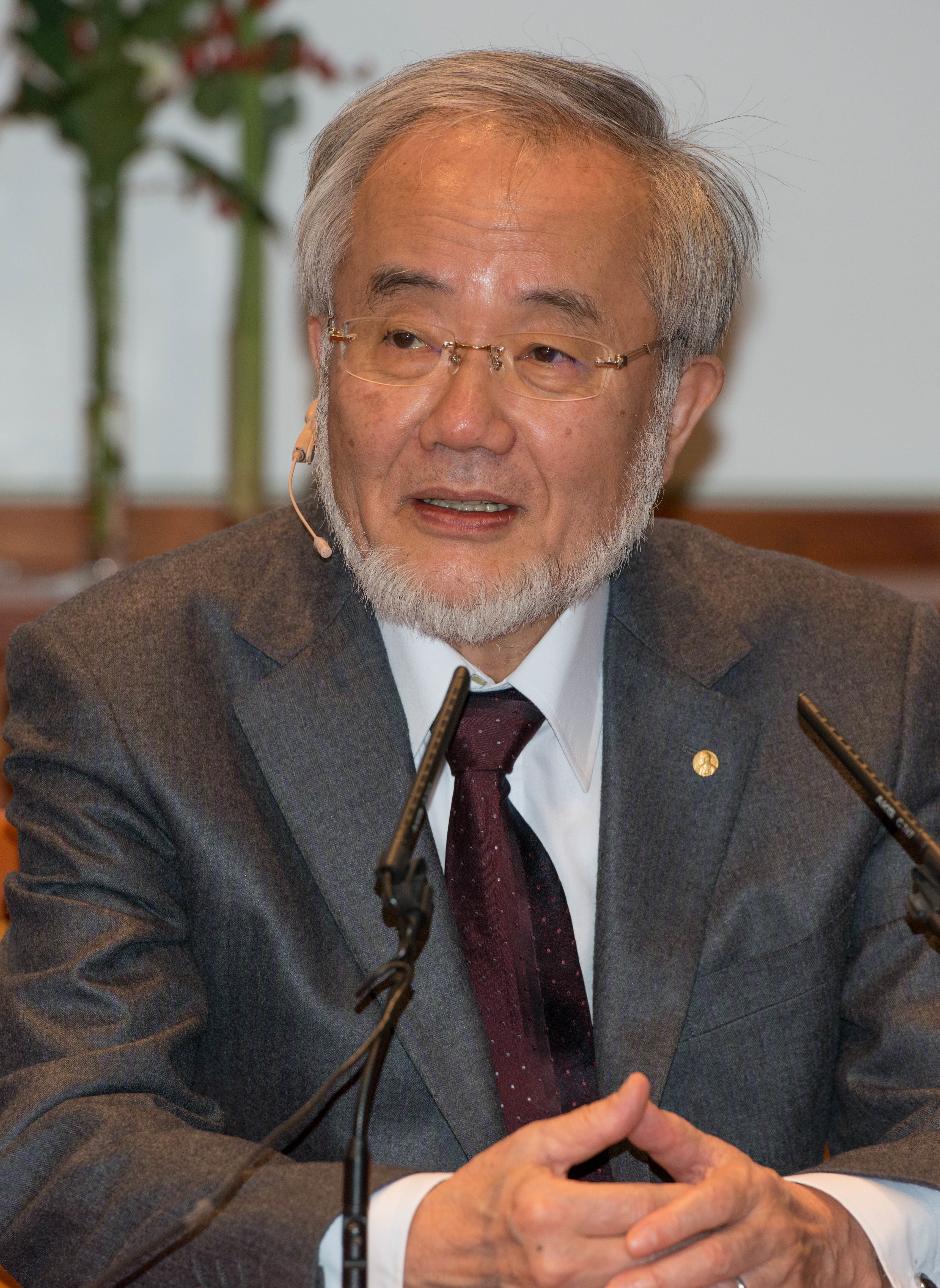
Yoshinori Ōsumi (* 1945)

### Osun
- Osuna, Francisco de, mystischer Theologe und Ordensreformator
- Osuna, José (* 1992), venezolanischer Baseballspieler
- Osuna, Karla (* 1991), venezolanisches Fotomodel
- Osuna, Paco (* 1974), spanischer DJ und Produzent im Bereich Techno
- Osuna, Rafael (1938–1969), mexikanischer Tennisspieler
- Osundare, Niyi (* 1947), nigerianischer Anglistikprofessor und Schriftsteller
- Osunlade (* 1969), US-amerikanischer Musiker, Musikproduzent, DJ und Labelbetreiber

### Osus
- Osuský, Štefan (1889–1973), slowakischer Jurist, Diplomat, Politiker und Universitätsprofessor